# Titiotus marin
Espèce
Titiotus marin est une espèce d'araignées aranéomorphes de la famille des Zoropsidae.

## Distribution
Cette espèce est endémique de Californie aux États-Unis,. Elle se rencontre dans les comtés de Marin, de Mendocino et de Sonoma.

## Description
Le mâle holotype mesure 11 mm et la femelle paratype 11 mm.

## Étymologie
Son nom d'espèce lui a été donné en référence au lieu de sa découverte, le comté de Marin.

## Publication originale
- Platnick & Ubick, 2008 : A revision of the endemic Californian spider genus Titiotus Simon (Araneae, Tengellidae). American Museum novitates, no 3608, p. 1-33 (texte intégral).